# Узедомска литературна награда
Международната Узедомска литературна награда (на немски: Usedomer Literaturpreis) се присъжда ежегодно от 2011 г. в рамките на Узедомските литературни дни, провеждани през месец април на остров Узедом.
Удостояват се писатели, „които във висока степен се чувстват обвързани с европейския диалог в исторически и съвременен план“.
С паричната премия от 5000 € е свързан едномесечен творчески престой в първокласен хотел на морския курорт Албек.

## Носители на наградата (подбор)
- Олга Токарчук (2012)
- Ян Конефке (2013)
- Улрике Дрезнер (2015)
- Илия Троянов (2018)
- Джени Ерпенбек (2019)
- Саша Станишич (2020)
- Георги Господинов (2021)
- Софи Оксанен (2023)